# Вулиунский ярус
| система                                                                          | отдел        | ярус         | Ниж. граница, млн лет |
| -------------------------------------------------------------------------------- | ------------ | ------------ | --------------------- |
| Ордовик                                                                          | Нижний       | Тремадокский | 486,85 ±1,5           |
| Кембрий                                                                          | Фуронгский   | Ярус 10      | ~491,0                |
| Кембрий                                                                          | Фуронгский   | Цзяншаньский | ~494,2                |
| Кембрий                                                                          | Фуронгский   | Паибский     | ~497,0                |
| Кембрий                                                                          | Мяолинский   | Гужангский   | ~500,5                |
| Кембрий                                                                          | Мяолинский   | Друмский     | ~504,5                |
| Кембрий                                                                          | Мяолинский   | Вулиунский   | ~506,5                |
| Кембрий                                                                          | Отдел 2      | Ярус 4       | ~514,5                |
| Кембрий                                                                          | Отдел 2      | Ярус 3       | ~521,0                |
| Кембрий                                                                          | Терренувский | Ярус 2       | ~529,0                |
| Кембрий                                                                          | Терренувский | Фортунский   | 538,8 ±0,6            |
| Эдиакарий                                                                        | Эдиакарий    | Эдиакарий    | больше                |
| Деление и золотые гвозди в соответствии с IUGS по состоянию на декабрь 2024 года |              |              |                       |

Вулиунский ярус (англ. Wuliuan Stage) — первый ярус мяолинского отдела кембрийской системы в Международной стратиграфической шкале, официально названный в 2018 году. Охватывает породы, сформировавшиеся в вулиунский век кембрийского периода, 509—504,5 миллионов лет назад (всего 4,5 миллиона лет). Располагается над ярусом 4 отдела 2 и под друмским ярусом мяолинского отдела.
Основание определяется первым появлением трилобита Oryctocephalus indicus; верхняя граница и основание друмского яруса маркируется первым появлением трилобита Ptychagnostus atavus около 504,5 миллионов лет назад.
«Золотой гвоздь», официально определяющий основание яруса, вбит в разрез Вулю-Цзэнцзяянь (乌溜-曾家崖) формации Кайли, недалеко от деревни Баланг в Мяолинских горах, Гуйчжоу, Китай.

## Глобальный стратотип
В качестве кандидатов на глобальный стратотип (GSSP) обсуждались три разреза: Вулю-Цзэнцзяянь возле Баланга в провинции Гуйчжоу (Китай), разрез на горе Сплит в Неваде (США) и разрез на реке Молодо (Республика Саха, Россия). Разрез Вулю-Цзэнцзяянь является обнажением формации Кайли в карьере Вулю. Первым кандидатом на начало вулиунского века был трилобит Oryctocephalus indicus, вторым — трилобит Ovatoryctocara granulata.
В 2018 году был официально выбран разрез Вулю-Цзэнцзяянь с уровнем первого появления Oryctocephalus indicus в качестве определяющего маркера для GSSP.

## Основные события вулиунского века
Основание вулиунского яруса (и, соответственно, всего мяолинского отдела) характеризуется первым крупным вымиранием трилобитов, известным как биомерная граница оленеллид (англ. Olenellid Biomere boundary). Это событие связано с внезапным отрицательным выбросом карбонатного углерода.

## Органический мир
Бентосные граптолиты достигли значительного разнообразия в вулиунском веке. Наиболее распространённым родом вулиунских граптолитов является Sphenoecium, чьи массивные колонии найдены по всему миру. Многочисленные Panarthropoda, в том числе трилобиты, Agnostoidea, Hurdiidae и Bradoriida, известны из вулиунских отложений.